# Керченська корона

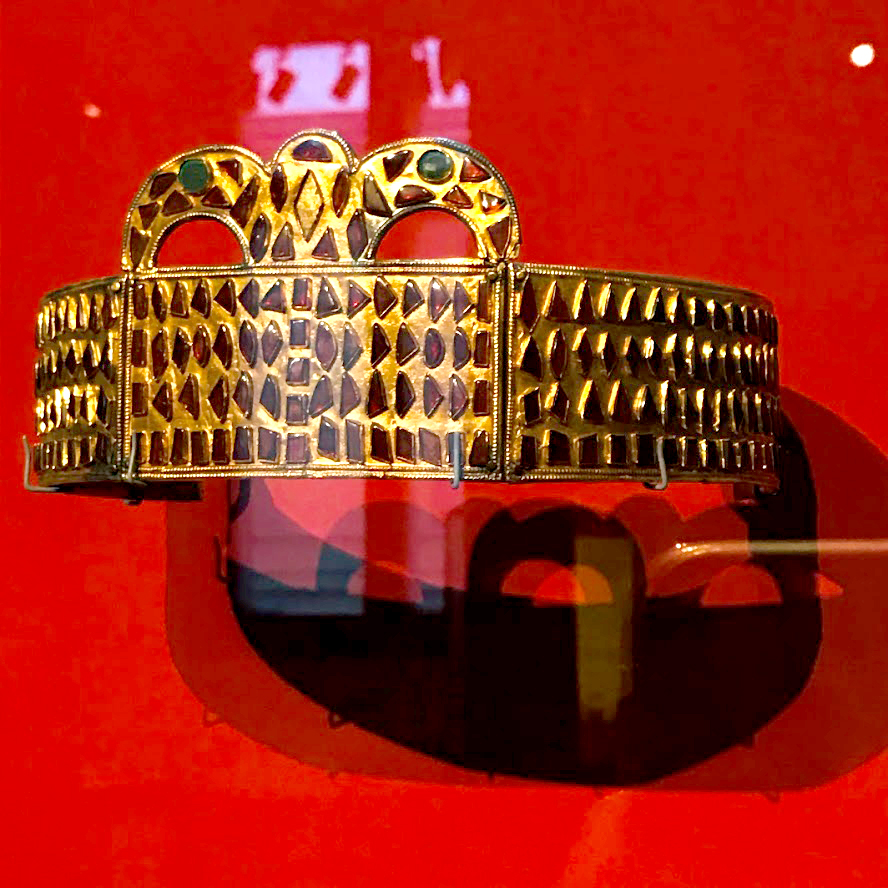
Керченська корона

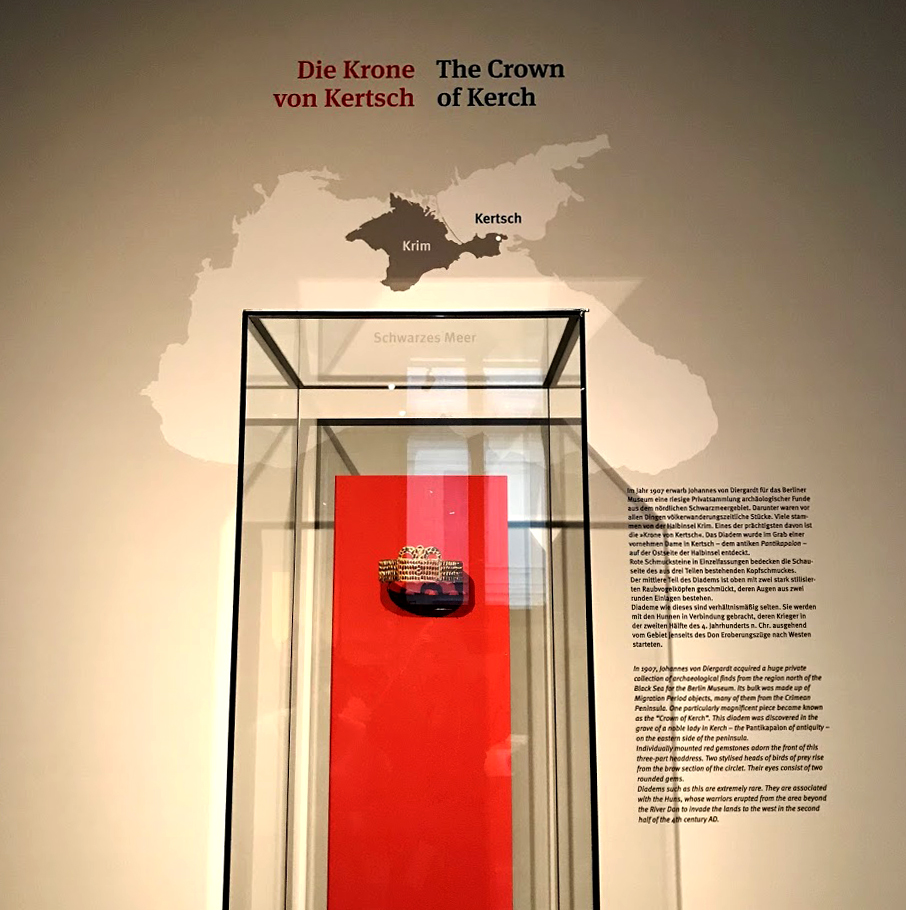
Керченська корона у Новому музеї, Берлін, Німеччина (2019)

Керченська корона — діадема благородної жінки (скоріше за все, представниці остготів), яка була знайдена в її гробниці в Керчі у 1904 році, в стародавньому місті Пантікапей. Корона інкрустована дорогоцінними каменями — гранатами. Датується кінцем IV — початком V століття н. е. — періоду Великого переселення народів.

## Історія
На початку XX ст. за наказом царя Миколи II приїздить до Криму француз Мерль де Массоно, аби долучитися до процесу перетворення Криму на центр російського виноробства, заміщаючи князя Л. С. Голіцина. Массоно також організовував у Масандрі вироблення столових та міцних вин. Проте, разом із виноробною діяльністю, він також активно займався розкопками стародавніх курганів. Таким чином, протягом 1904—1906 років француз зібрав велику колекцію цінностей, яку пізніше розпродав у Європі.
В 1907 році, через посередництво різних осіб — антикварів, аукціоністів, ювелірів, у колекцію німецького колекціонера барона Йоханнеса фон Діергардта, потрапили знахідки Массоно, у тому числі і керченська діадема. Особисто ж Діергардт в Криму ніколи не був. Коли фон Діергардт, який зібрав найбільшу в світі приватну колекцію артефактів періоду Великого переселення народів, помер (1917 рік), цю його колекцію розділили, за заповітом: частина знаходилася в Музеї доісторичного періоду і ранньої історії в Берліні, частина — у його приватній квартирі в Берліні, а решта — у замку Борнхайм. У 1935 р. частину колекції барона, в якій була корона та інші знахідки Північного Причорномор'я, вдалося придбати Римсько-германському музею в Кельні.